# Premio Primavera
De Premio Primavera (voluit: Premio Primavera de Novela) is een Spaanse literatuurprijs.

## Beschrijving
De Premio Primavera werd in 1997 ingesteld door de Spaanse uitgeverij Editorial Espasa Calpe en Ámbito Cultural. Hij is bedoeld voor auteurs van oorspronkelijke en nog niet gepubliceerde Spaanstalige romans. De Premio Primavera (letterlijk: "lenteprijs") wordt uitgekeerd in de maand maart van het jaar volgend op de toekenning. Aan de prijs is voor de bekroonde schrijver een geldbedrag van 200.000 euro verbonden. De winnaar van de tweede prijs ontvangt 30.000 euro.

## Winnaars
| Jaar | Winnaar                | Land   | Boek                                      | Winnaar tweede prijs    | Land              | Boek                              |
| ---- | ---------------------- | ------ | ----------------------------------------- | ----------------------- | ----------------- | --------------------------------- |
| 1997 | Rosa Montero           | Spanje | La hija del caníbal                       | Haroldo Maglia          | Uruguay           | El lugar vacío                    |
| 1998 | Manuel de Lope         | Spanje | Las perlas peregrinas                     | Jorge Victoriano Alonso | Argentinië        | Vientos de noviembre para el amor |
| 1999 | Antonio Soler          | Spanje | El nombre que ahora digo                  | niet uitgereikt         | --                | --                                |
| 2000 | Ignacio Padilla        | Mexico | Amphitryon                                | niet uitgereikt         | --                | --                                |
| 2001 | Lucía Etxebarria       | Spanje | De todo lo visible y lo invisible         | Susana Fortes           | Spanje            | Fronteras de arena                |
| 2002 | Juan José Millás       | Spanje | Dos mujeres en Praga                      | Andrés Neuman           | Argentinië/Spanje | La vida en las ventanas           |
| 2003 | Juan Manuel de Prada   | Spanje | La vida invisible                         | Pablo Aranda            | Spanje            | La otra ciudad                    |
| 2004 | Lorenzo Silva          | Spanje | Carta blanca                              | Eugenia Rico            | Spanje            | La edad secreta                   |
| 2005 | José Ovejero           | Spanje | Las vidas ajenas                          | Eliseo Alberto          | Cuba              | Esther en alguna parte            |
| 2006 | Fernando Schwartz      | Spanje | Vichy, 1940                               | Mayra Santos-Febres     | Puerto Rico       | Nuestra Señora de la Noche        |
| 2007 | Nativel Preciado       | Spanje | Camino de hierro                          | Care Santos             | Spanje            | La muerte de Venus                |
| 2008 | Agustín Sánchez Vidal  | Spanje | Nudo de sangre                            | Luis del Val            | Spanje            | Crucero de otoño                  |
| 2009 | Luis Sepúlveda         | Chili  | La sombra de lo que fuimos                | José María Beneyto      | Spanje            | Los elementos del mundo           |
| 2010 | Fernando Marías Amondo | Spanje | Todo el amor y casi toda la muerte        | María Tena              | Spanje            |                                   |
| 2011 | Raúl del Pozo          | Spanje | El reclamo                                | Alejandro Palomas       | Spanje            | El alma del mundo.                |
| 2012 | Fernando Savater       | Spanje | Los invitados de la princesa              |                         |                   |                                   |
| 2013 | Use Lahoz              | Spanje | El año en que me enamoré de todas         |                         |                   |                                   |
| 2014 | Màxim Huerta           | Spanje | La Noche Soñada                           |                         |                   |                                   |
| 2015 | Juan Eslava Galán      | Spanje | Misterioso asesinato en casa de Cervantes |                         |                   |                                   |
| 2016 | Carlos Montero         | Spanje | El desorden que dejas                     |                         |                   |                                   |
| 2017 | Carme Chaparro         | Spanje | No soy un monstruo                        |                         |                   |                                   |
| 2018 | Javier Moro            | Spanje | Mi pecado                                 |                         |                   |                                   |
| 2019 | Juan del Val           | Spanje | Candela                                   |                         |                   |                                   |